# 秀林镇
秀林镇，是中华人民共和国河北省石家庄市井陉县下辖的一个乡镇级行政单位。

## 行政区划
秀林镇下辖以下地区：
南秀林村、北秀林村、南横口村、北横口村、翟家庄村、袁峪村、马峪村、庙岩村、梅庄村、神堂寨村、东山村、张家庄村、东柏山村、西柏山村、牛王庙村、李家庄村、吴家庄村、南张村、北张村和铺上村。